# Escola tècnica superior d'enginyeria de telecomunicacions de Barcelona
Telecom BCN - ETSETB (Escola Tècnica Superior d'Enginyeria de Telecomunicacions de Barcelona en catalan, 'Escuela Técnica Superior de Ingeniería de Telecomunicación de Barcelona' en castillan) est une école d'ingénieurs publique de l'université polytechnique de Catalogne. Créée en 1971, elle est la plus grande école de formation d'ingénieurs de télécommunications et d'électronique en Espagne.
L'école est située sur le campus Nord de Barcelone depuis 1994 ; elle est desservie par les transports publics, avec diverses lignes de bus et la ligne 3 du métro de Barcelone, aux arrêts 'Palau Reial' ou 'Zona Universitària'.

## Filières et diplômes
L'école forme des ingénieurs dans les domaines des systèmes d'information et de communication. 
Les enseignements couvrent deux filières d'ingénierie conduisant à des mentions de diplômes distincts :
- Ingénierie des télécommunications (licence et master)
  - Spécialité communications [1]
  - Spécialité  réseaux et télématique [2]
- Ingénierie électronique [3] (master).

Un enseignement internationalisé a été mis en œuvre à partir de 2004, avec un Master en technologies de l'information et des communications, enseigné dans plusieurs langues.
Les étudiants peuvent suivre une partie de leur cursus en Europe, au travers des programmes Erasmus, CLUSTER, CINDA, UNITECH et obtenir un double diplôme dans une école d'ingénieur du réseau TIME (Top Industrial Managers for Europe).

## Départements d'enseignement et de recherche
- Théorie du signal et des communications
- Génie électrique
- Mathématiques appliquées
- Réseaux et Télématique
- Physique appliquée
- Informatique
- Gestion des entreprises
- Expression graphique en ingénierie
- Génie chimique
- Gestion de projets d'ingénierie

## Coopérations européennes et internationales
L'école participe à des programmes de chercheurs visiteurs et d'échanges d'étudiants avec différentes écoles d'ingénieurs et universités technologiques dans toute l'Europe, dans le cadre de Socrates/Erasmus et fait partie avec les autres écoles supérieures techniques de l'Université de Catalogne du réseau TIME (Top Industrial Managers for Europe). 
Les coopérations sont mises en œuvre avec des instituts en  Allemagne, Autriche, Belgique, Danemark, Finlande, France, Hollande, Italie, Norvège, Pologne, Portugal, République tchèque, Roumanie, Slovénie, Suisse et Suède. 
Des coopérations et échanges d'étudiants s'effectuent également avec des universités en Asie, aux États-Unis, et Amérique latine, en particulier en Argentine, Chili, Mexique et au Venezuela. 
Pendant l'année scolaire 2003-2004, le nombre d'universités partenaires a atteint 96.
En 2006, une grande proportion des étudiants choisissent une expérience internationale en Allemagne ou en France.
Les étudiants étrangers présents à Barcelone viennent principalement d'Italie, France, Venezuela, Pérou et Allemagne.
Des cursus de doubles diplômes sont établis avec les institutions européennes suivantes :
- France
  - CentraleSupélec
  - École centrale de Lille
  - École centrale de Lyon
  - École centrale de Nantes 
  - École polytechnique (Paris)
  - École nationale supérieure des télécommunications
  - École nationale supérieure des télécommunications de Bretagne
  - ENSTA ParisTech
  - Institut polytechnique de Grenoble
  - SUPÉLEC 
  - École nationale de l'aviation civile
  - École nationale supérieure des mines de Paris
  - SUPAERO
- Italie
  - Politecnico di Torino
  - Politecnico di Milano
- Allemagne 
  - Université de technologie de Darmstadt
  - Université de Stuttgart
- Suède
  - Kungliga tekniska högskolan.

## Statistiques
- Nombre d'étudiants: 2609 (2002-2003)
- Nouveaux étudiants: 400
- Diplômés : 308 diplômés en télécommunications et 42 diplômés en électronique (2004/2005)
- Étudiants en masters et thèses : 350 (2002-2003)
- Étudiants ayant une expérience internationale : 129 (2002-2003)
- Étudiants Erasmus : 74 (2002-2003), 103 (2003-2004)
- Nombre de professeurs: 212
- Nombre de laboratoires de recherche: 32

## Telecogresca
La Telecogresca est la fête annuelle de l'ETSETB : c'est un grand événement du monde universitaire en Catalogne.